# Emmanuelle Swiercz
 (juin 2014).
Si vous disposez d'ouvrages ou d'articles de référence ou si vous connaissez des sites web de qualité traitant du thème abordé ici, merci de compléter l'article en donnant les références utiles à sa vérifiabilité et en les liant à la section « Notes et références ».
Emmanuelle Swiercz-Lamoure est une pianiste française, née le 1er décembre 1978 .

## Biographie
Après son prix de piano au Conservatoire national supérieur de musique et de danse de Paris, elle entre en cycle de perfectionnement dans les classes de Michel Béroff, de Denis Pascal et de Marie-Françoise Bucquet. Elle bénéficie également des conseils de Jorge Chaminé, György Sebök, György Kurtág, Dmitri Bachkirov, Leon Fleisher et Murray Perahia. 
Lauréate de la Fondation d’entreprise Groupe Banque Populaire, de la Fondation Cziffra, du Forum musical de Normandie, et du Mécénat musical Société Générale, elle obtient plusieurs récompenses: le second prix au Concours international Ricardo Viñes et au Tournoi international de musique de Rome, le troisième prix au Concours international Città di Camaiore, ainsi qu’une récompense spéciale au Concours international Maria Canals. 
Elle s'est produite dans de nombreux festivals: Festival international de La Roque-d’Anthéron, Festival Chopin de Bagatelle, Flâneries musicales de Reims, Les Nouveaux Solistes aux Jardin des serres d'Auteuil, Musique à l'Empéri à Salon-de-Provence, Festival de Nohant... Elle donne également des concerts à l’étranger, notamment au Concertgebouw d’Amsterdam, au Forum international du piano de Berlin, au Rudolfinum de Prague, à l’Athenaeum de Bucarest, au Théâtre Les Salons de Genève et au Théâtre national des Beaux-Arts de Rio de Janeiro.

### Formation
N’ayant débuté le piano qu’à 9 ans, Emmanuelle Swiercz, passionnée et déterminée, donne seulement deux ans plus tard son premier concert.
Dès l’âge de 16 ans elle est admise à l’unanimité du jury deuxième nommée au Conservatoire national supérieur de musique et de danse de Paris.
Son prix de piano en poche, elle entre en cycle de perfectionnement dans les classes de piano de Michel Béroff, Denis Pascal et Marie-Françoise Bucquet.
Elle bénéficie également des conseils d’autres grands artistes tels que Leon Fleisher, Murray Perahia, György Sebők, György Kurtág, Dmitri Bashkirov.

### Prix
Lauréate de la Fondation Groupe Banques Populaires, de la Fondation Cziffra, du Forum musical de Normandie, et du Mécénat musical Société
Générale, elle obtient le second prix au Concours international Ricardo-Viñes et au Tournoi international de musique de Rome, le troisième prix au Concours
international Città di Camaiore, ainsi qu’une récompense spéciale au Concours international Maria-Canals.

### Concerts
De nombreux festivals font confiance à son jeune talent : Festival international de La Roque-d’Anthéron, Piano aux Jacobins, Festival Chopin de Bagatelle, Flâneries musicales de Reims, Les Nouveaux Solistes aux serres d’Auteuil, Musique à l’Empéri, Fêtes romantiques de Nohant…
Invitée par plusieurs salles en France (Salle Pleyel, Salle Gaveau, Cité de la Musique, Auditorium du Musée d’Orsay, Invalides et Sénat à Paris, Arsenal de Metz…), elle se produit également dans toute l’Europe, notamment au Concertgebouw d’Amsterdam, au Forum international du piano de
Berlin, au Rudolfinum de Prague, à l’Athenaeum de Bucarest, mais aussi à Rome, Venise, Florence, Barcelone, Bratislava, Genève, Lugano, Vilnius, Riga…
Hors d’Europe, elle a joué notamment au Théâtre national des Beaux-Arts de Rio de Janeiro, au Japon avec l’Orchestre Philharmonique de Nagoya. Elle a effectué plusieurs tournées en Chine (Pékin, Shanghai, Canton, Nankin, Tianjin, Dalian, Dongguan).

### Partenaires
En soliste, Emmanuelle Swiercz joue avec les orchestres de Nagoya (Japon), de Kazan et Novossibirsk (Russie), Viareggio (Italie), Kharkov (Ukraine), ainsi qu’avec l’Orchestre du CNSM de Paris et l’Orchestre de Douai-Région Nord-Pas de Calais.
Parmi ses partenaires de musique de chambre figurent des musiciens tels que Henri Demarquette, Vladimir Bukac, Éric Le Sage, Suzanne Ramon, Graf Mourja ; ainsi que le Quatuor Talich, le Quatuor Psophos, le Quintette Moraguès.
Elle participe à la promotion de la musique romantique française avec le soutien de la Fondation Bru-Zane.

### Théâtre musical
Éclectique, Emmanuelle a participé au succès  d’une pièce très originale de Tchekhov, concert en un acte « Les Méfaits du Tabac » : texte d’Anton Tchekhov et musiques de Jean-Sébastien Bach / Luciano Berio / Piotr Ilitch Tchaïkovski, mise en scène de Denis Podalydès, conception du spectacle de Floriane Bonanni, scénographie d'Éric Ruf, costumes de Christian Lacroix, avec Michel Robin (dans le rôle de Nioukhine), Floriane Bonanni (violon), Muriel Ferraro (soprano) et Emmanuelle Swiercz (piano).

### Dans les médias
Emmanuelle Swiercz participe à plusieurs émissions radiophoniques (Radio Classique, France Musique, Radio France Internationale, RTL, France Inter...) et télévisées, notamment sur France 2 (Journal télévisé de 20 heures, Musiques au cœur), France 3 (Toute la musique qu’ils aiment), Direct 8, Mezzo...

## Discographie
- 2007 : Sergueï Rachmaninov - œuvres pour piano - Intrada
- 2008 : Robert Schumann - œuvres pour piano - Intrada
- 2011 : Franz Liszt - œuvres pour piano - Intrada
- 2013 : Théodore Gouvy - Ediciones Singulares[3]
- 2015 : Frédéric Chopin - Intégrale des Nocturnes - La Musica
- 2017 : Fréderic Chopin - Intégrale des Valses - La Musica